# Heinz Otten (Fußballspieler, 1919)
Heinz Otten (* 8. November 1919) war ein deutscher Fußballspieler.

## Werdegang
Heinz Otten begann seine Karriere bei Preussen Krefeld und wechselte 1939 zu Rot-Weiß Oberhausen. Mit den Oberhausenern spielte er von 1939 bis 1945 in der seinerzeit erstklassigen Gauliga Niederrhein sowie ab 1947 in der erstklassigen Oberliga West. Zwei Jahre später wechselte Otten zum Ligarivalen Borussia Dortmund, wo er allerdings nur zu sporadischen Einsätzen kam. Daher ging Otten in der Winterpause der Saison 1949/50 zum STV Horst-Emscher, wo er allerdings auch nur Reservist war. Mit Horst-Emscher qualifizierte er sich für die Endrunde um die deutsche Meisterschaft, wo die Mannschaft im Achtelfinale an Wormatia Worms scheiterte. Ab 1950 ließ er seine Karriere beim FC Lübbecke ausklingen. Heinz Otten absolvierte insgesamt 46 Oberligaspiele und erzielte dabei vier Tore. 